# La Moneda (estación)
La Moneda es una estación ferroviaria subterránea  de la línea 1 de la red del metro de Santiago de Chile ubicada entre Los Héroes y Universidad de Chile de la misma línea. Sus accesos están en la Alameda Bernardo O'Higgins a la altura del 1500 en la comuna de Santiago.

## Características y entorno
La estación posee una afluencia diaria promedio de 50 236 pasajeros y  por su cercanía con el centro de Santiago, es muy usada por las personas para realizar trámites.
La estación tiene cuatro accesos: dos en Alameda Bernardo O'Higgins (uno esquina Teatinos y otro esquina Amunátegui); además, uno en Lord Cochrane con Alameda y otro en Nataniel Cox, esquina Alameda.
La estación se encuentra en pleno barrio Cívico, en las cercanías del Palacio de La Moneda, edificio que le da el nombre a la estación. Las principales oficinas de diversos organismos gubernamenteles se ubican en las inmediaciones son el Instituto de Previsión Social, el Ministerio de Educación y las oficinas centrales de Metro S.A. Sobre la estación se ubica además el edificio central de Entel Chile junto a su torre de telecomunicaciones, uno de los símbolos de la capital chilena.

### Accesos
| Acceso | Intersección               |
| ------ | -------------------------- |
| A      | Alameda con Amunátegui     |
| B      | Alameda con Amanda Labarca |
| C      | Alameda con Amanda Labarca |
| D      | Alameda con Nataniel Cox   |
| E      | Alameda con Lord Cochrane  |

## Origen etimológico
Su nombre se debe a su cercanía al Palacio de la Moneda, sede del gobierno de Chile. En sus inicios se simbolizaba con el reverso de una moneda de la época, que poseía la imagen de un cóndor con las alas abiertas.

## MetroArte

### Chile Hoy
Durante el año 2005, y gracias al aporte del Banco de Chile, se instalaron 14 cuadros realizados por el pintor chileno-español Guillermo Muñoz Vera, que retratan diversos paisajes del país. La estación se convirtió así en un museo subterráneo de 180 metros cuadrados en el que se ubican las obras de la serie Chile Hoy, distribuidos a lo largo de ambos andenes de la estación.

Estos murales, de diferentes formatos, fueron realizados por Muñoz Vera en los talleres de la Fundación Arte y Autores Contemporáneos, en Chinchón, comunidad de Madrid, y para montarlos en la estación se realizó una remodelación completa.

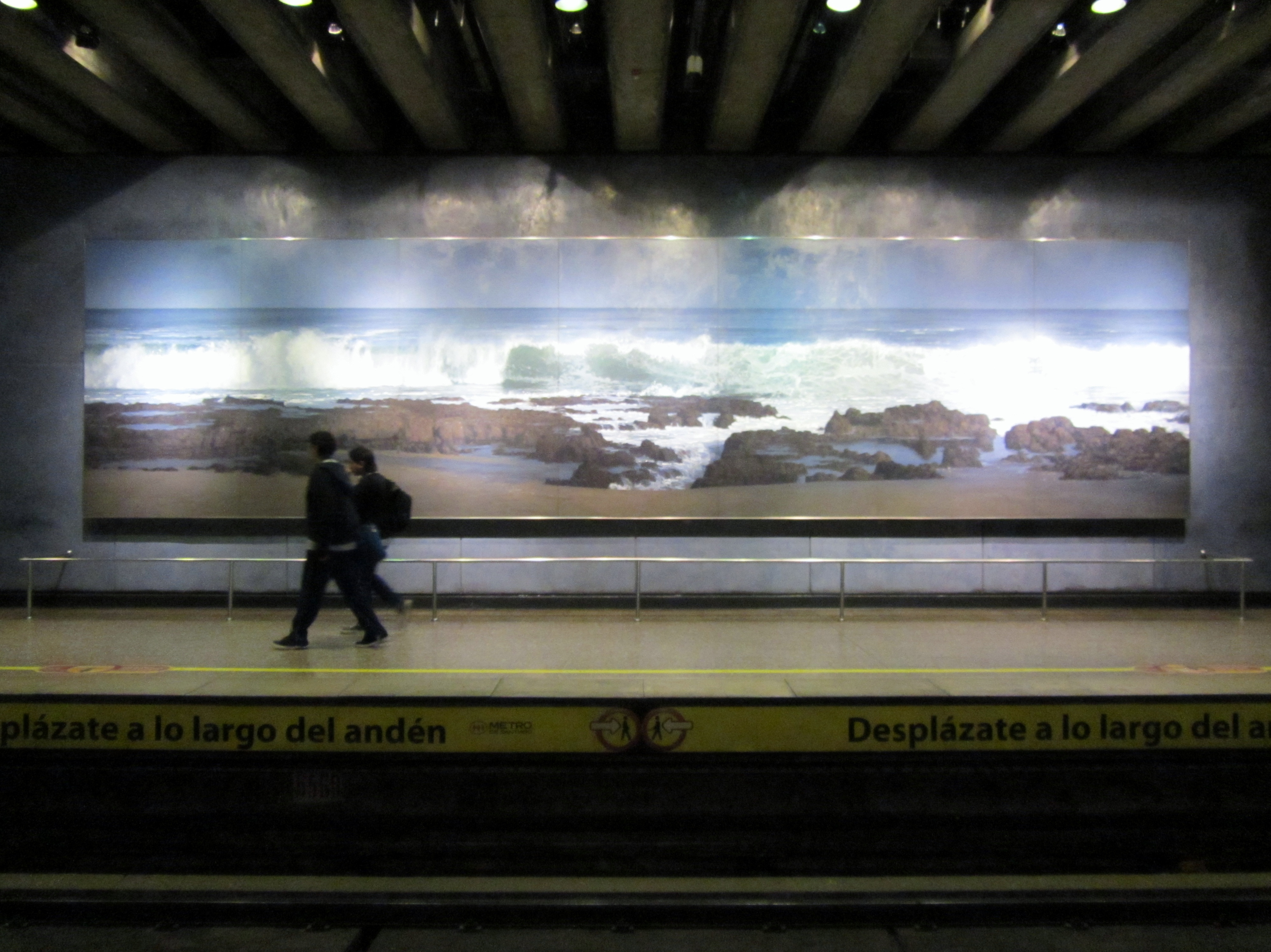
Océano Pacífico (3x11,9 metros)
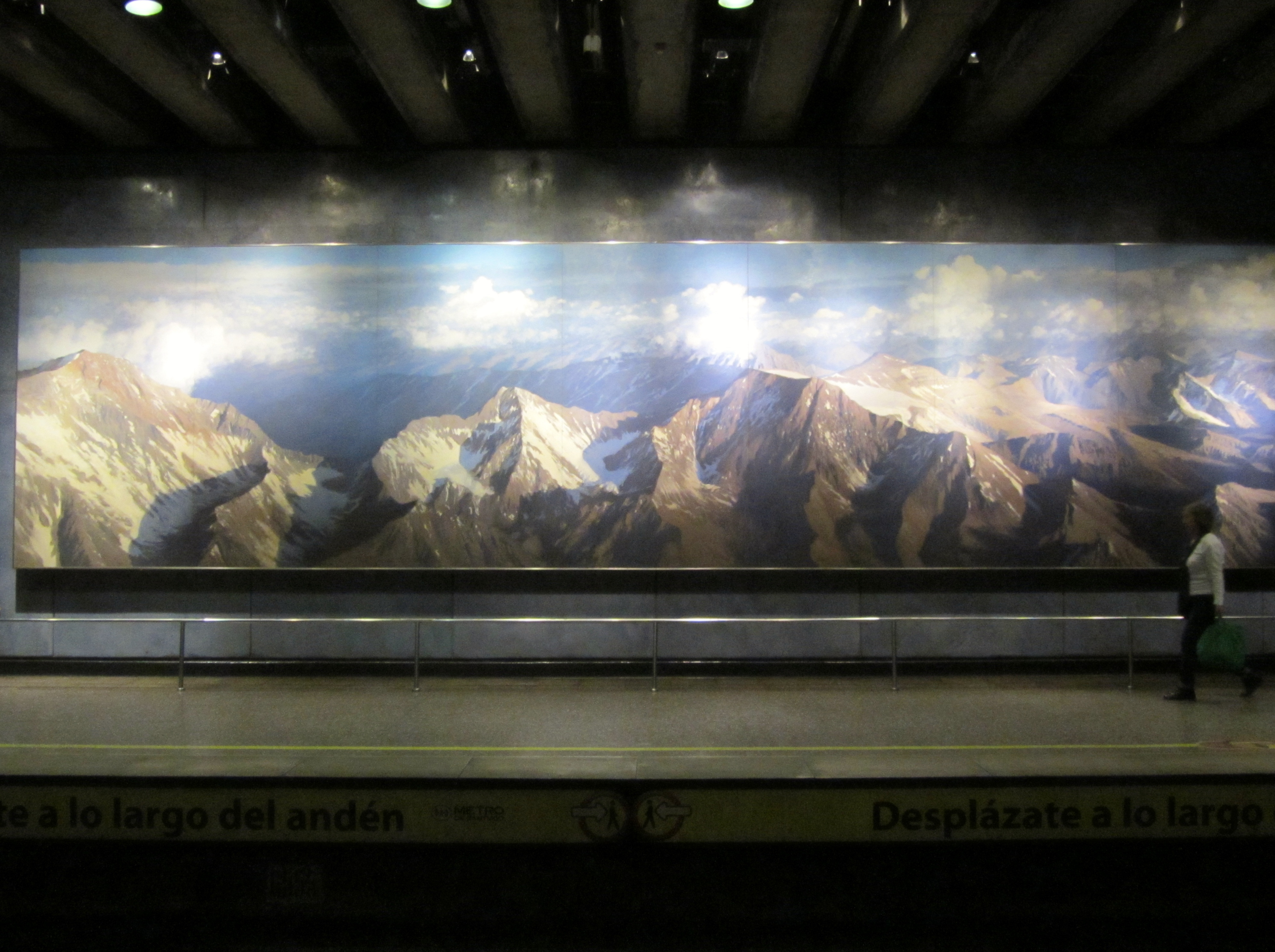
Cordillera de los Andes (3x11,9 metros)
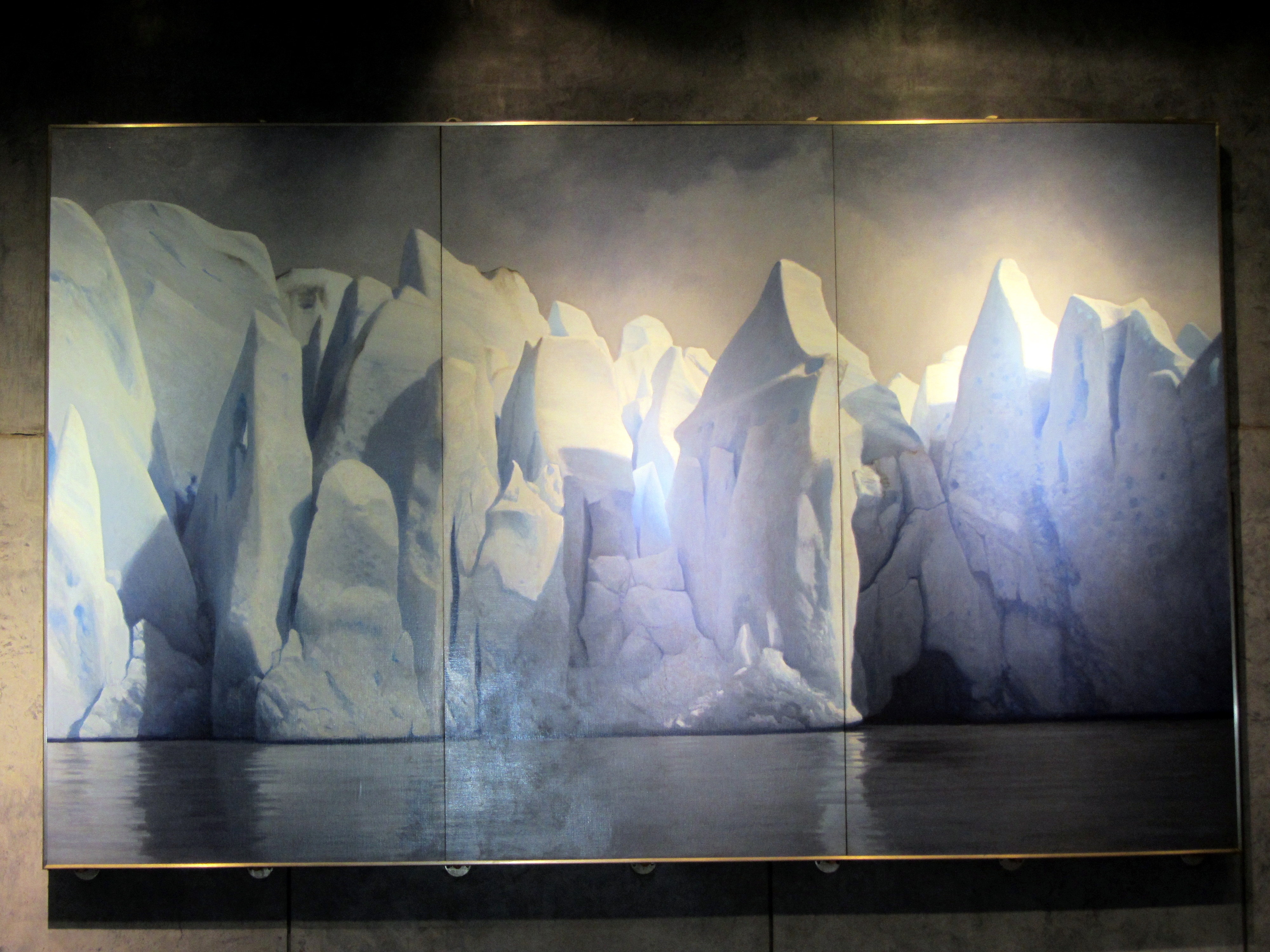
Glaciar Grey (3x4,8 metros)
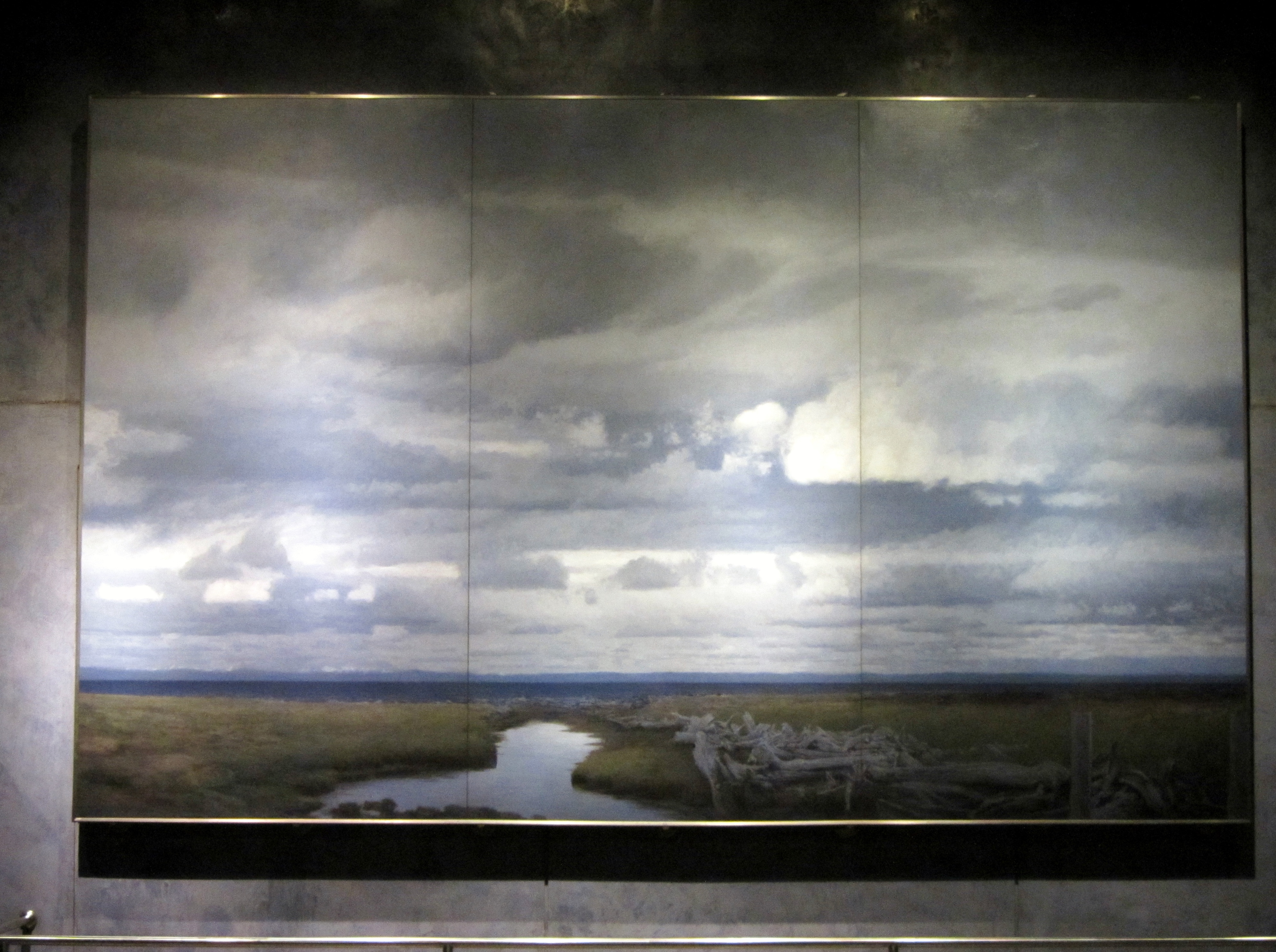
Estrecho de Magallanes (3x4,8 metros)

### Vía Parrochia
El 24 de octubre de 2018, en medio de las celebraciones por los 50 años de la firma del decreto que creó el Metro de Santiago, fue inaugurada la «Vía Parrochia», ubicada en el acceso surponiente de la estación, y que consiste en una exposición sobre la historia del Metro de Santiago, en homenaje al arquitecto Juan Parrochia, quien fue su principal gestor y el primer director del ferrocarril metropolitano. La obra posee 27 metros de largo por 1.5 de alto, con una superficie de 81 m².

## Galería

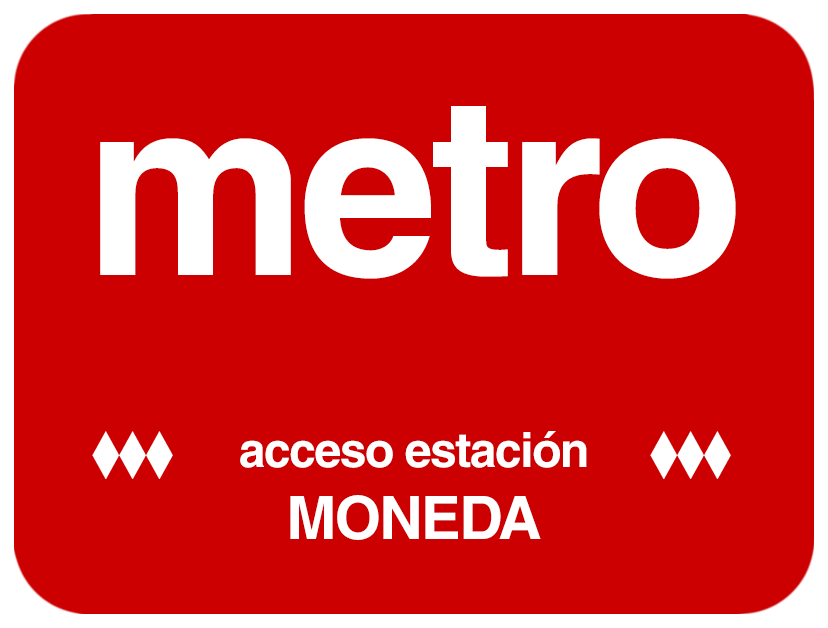
Letrero utilizado en los accesos a la estación hasta 1997.
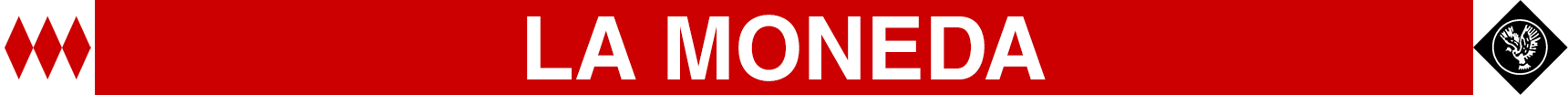
Cenefa utilizada antiguamente en los andenes.
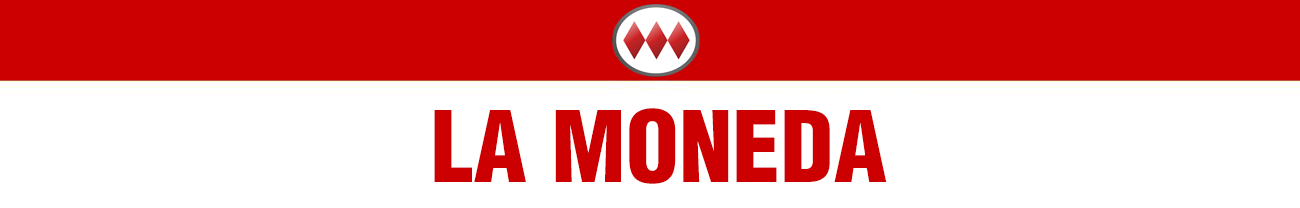
Cenefa utilizada actualmente en la estación.
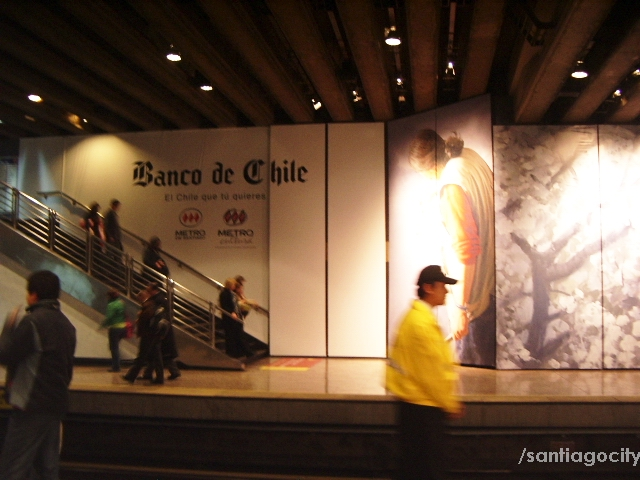
Estación La Moneda durante la instalación de las obras de MetroArte.
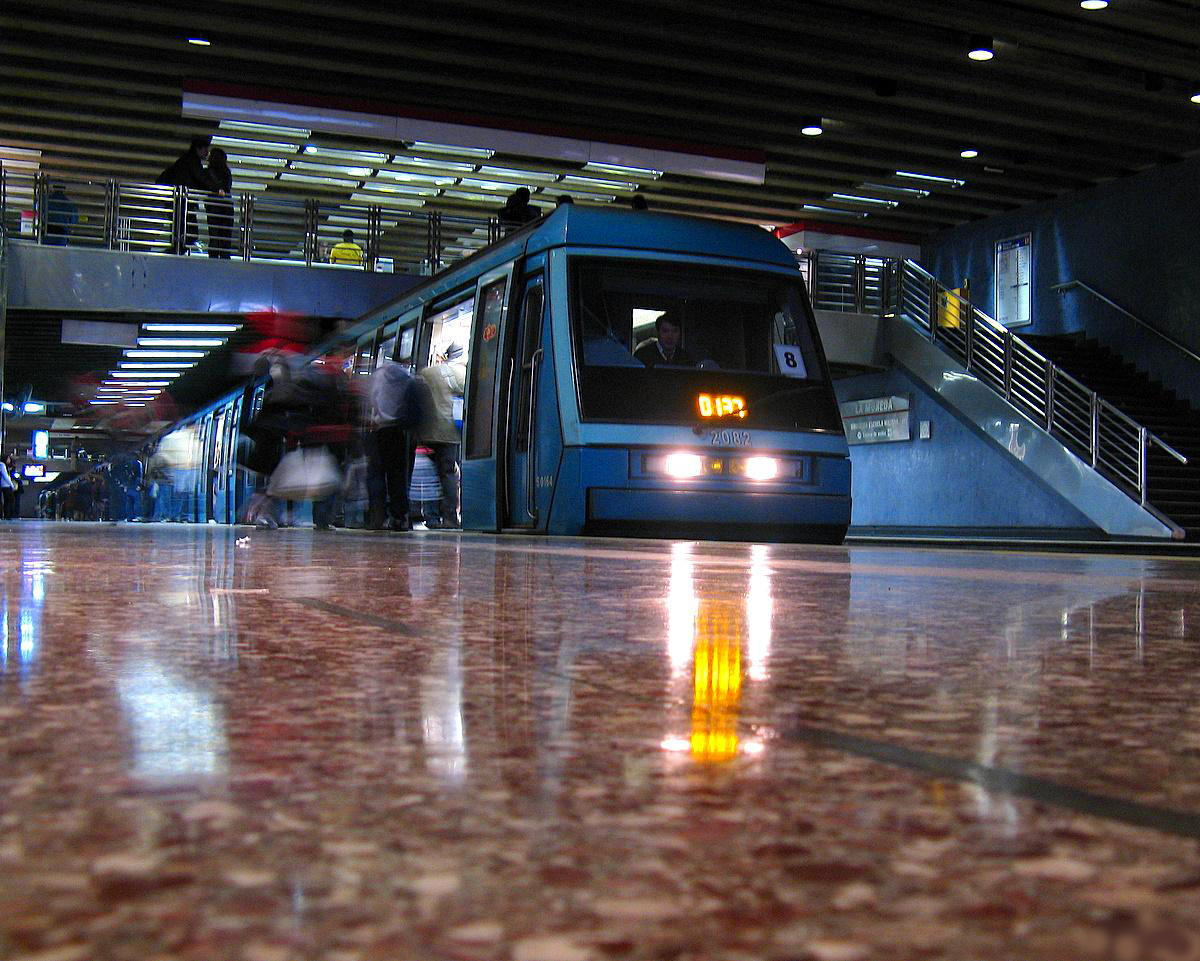
Tren NS-93 detenido en la estación.

## Conexión con Red Metropolitana de Movilidad
La estación posee 11 paraderos de la Red Metropolitana de Movilidad en sus alrededores, los cuales corresponden a:
| Paradero/ Código                    | Recorridos |
| ----------------------------------- | --- |
| Parada 1 / Metro La Moneda (PA53)   | 201 (San Bernardo) - 223 (Lo Espejo) - 264n (Santo Tomás) - 271 (San Bernardo) |
| Parada 2 / Metro La Moneda (PA376)  | 406 (Pudahuel) - 407 (Enea) - 422 (Población Teniente Merino) - 426 (Pudahuel) - 513 (El Montijo) - I14n (Mall Plaza Oeste) |
| Parada 3 / Metro La Moneda (PA365)  | 404 (El Descanso) - 412 (Enea) - 418 (Enea) - 424 (Pudahuel Sur) - 516 (Pudahuel Sur) - 519 (Fin del recorrido) - I10n (Villa Los Héroes) |
| Parada 4 / Metro La Moneda (PA184)  | 109n (Maipú) - 125 (Lo Espejo) - 210 (Estación Central) - 210v (Estación Central) - 302n (La Pintana) - 345 (Lo Espejo) - 385 (Villa Francia) - 401 (Maipú) - 403 (Metro Santa Ana) - 405 (Maipú) - 419 (Villa Los Héroes) - 421 (Maipú) - 423 (Nueva San Martín) - 445c (Centro) - 481 (Av. Portales) - 518 (J.J. Pérez) - 541n (El Tranque) - F30n (Fin del recorrido) - I09 (Rinconada) - I09e (Rinconada) |
| Parada 5 / Metro La Moneda (PA215)  | 210 (Puente Alto) - 210v (Av. México) - 229 (La Pintana) - 264n (Santo Tomás) - 301 (Angelmó) - 385 (Mall Florida Center) - 403 (La Reina) - 422 (La Reina) - 445c (Vitacura) - 513 (José Arrieta) - 516 (Las Parcelas) - 519 (Av. Grecia) - F30n (Bajos de Mena) - I09 (Metro Universidad de Chile) - I09e (Metro Universidad de Chile) - I10n (Alameda) - I14n (Centro)                                     |
| Parada 6 / Metro La Moneda (PA338)  | 302n (Alameda) - 345 (Alameda) - 401 (Las Condes) - 405 (Cantagallo) - 406 (Cantagallo) - 407 (Las Condes) - 412 (La Reina) - 418 (Av. Tobalaba) - 421 (San Carlos de Apoquindo) - 426 (La Dehesa) - 432n (La Reina) - 541n (Colón) |
| Parada 7 / Metro La Moneda (PA28)   | 106 (Peñalolén) - 109n (Plaza Italia) - 303 (Plaza Italia) - 314 (Plaza Italia) - 315e (Plaza Italia) - 404 (Mapocho) - 419 (Plaza Italia) - 423 (Plaza Italia) - 424 (Metro Universidad de Chile) - 481 (Plaza Italia) - 518 (Bilbao) |
| Parada 8 / Metro La Moneda (PA166)  | 113 (Ciudad Satélite) - 113e (Ciudad Satélite) - 115 (Villa El Abrazo) - 125 (Metro Universidad de Chile) |
| Parada 9 / Metro La Moneda (PA86)   | 509 (Maipú) |
| Parada 10 / Metro La Moneda (PA346) | 106 (Nueva San Martín) - 109n (Maipú) - 401 (Maipú) - 405 (Maipú) - 419 (Villa Los Héroes) - 421 (Maipú) - 423 (Nueva San Martín) - 432n (Maipú) - 445c (Centro) - 481 (Av. Portales) - 541n (El Tranque) |
| Parada 11 / Metro La Moneda (PA665) | 301 (Juan Antonio Ríos) - 509 (Mapocho) |